# Niewiadom Dolny
 Niewiadom Dolny (niem. Nieder-Niewiadom, 1908–1922 Nieder-Birkenau) – część miasta Rybnika położona na południowo-wschodnich rubieżach miasta. Do 1929 samodzielna wieś i gmina.
Obecnie wraz z Niewiadomiem Górnym tworzy dzielnicę Niewiadom.

## Historia
Od XIX wieku Niewiadom Dolny stanowił odrębną gminę jednostkową i obszar dworski w powiecie Rybnik; w 1871 roku gmina Nieder-Niewiadom liczyła 164 mieszkańców. 22 stycznia 1908 nazwę gminy zmieniono na Nieder-Birkenau, a obszaru dworskiego na Birkenau.
Od 1922 w Polsce i województwie śląskim, w powiecie rybnickim. 1 sierpnia 1924 zniesiono obszar dworski Niewiadom Dolny, włączając go do gmin Niewiadom Dolny i Niewiadom Górny. Gminę Niewiadom Dolny zniesiono 1 kwietnia 1929, włączając ją do gminy Niewiadom Górny, której to 11 sierpnia 1931 zmieniono nazwę Niewiadom. Niewiadom Górny włączono z kolei do nowo utworzonej gminy Niedobczyce 1 grudnia 1945, przekształconą w 1954 w efemeryczną gromadę Niedobczyce. 13 listopada 1954 gromadę Niedobczyce zniesiono w związku z nadaniem jej statusu miasta, przez co Niewiadom stał się integralną częścią miasta Niedobczyce. 27 maja 1975 miasto Niedobczyce włączono do miasta Rybnika, przez co Niewiadom stał się integralną częścią Rybnika.